# Traganón
Traganón är en ort i Grekland.   Den ligger i regionen Peloponnesos, i den södra delen av landet, 210 km väster om huvudstaden Aten. Traganón ligger 23 meter över havet och antalet invånare är 2 414.
Terrängen runt Traganón är platt, och sluttar västerut. Runt Traganón är det ganska tätbefolkat, med 120 invånare per kvadratkilometer. Närmaste större samhälle är Gastoúni, 7,6 km sydväst om Traganón. Trakten runt Traganón består till största delen av jordbruksmark.